# Palau Sessa-Larrard
El Palau Sessa-Larrard és un edifici situat als carrers Ample, de la Plata i de la Mercè de Barcelona, catalogat com a bé cultural d'interès local.

## Història
La parcel·la que ocupa el palau fou resultat de la unió, en el segle xvi, del Palau de l'Arquebisbe de Tarragona i la casa d'un tal Guillem Dala, adquirits per Ramon Folc de Cardona-Anglesola. La casa dels Cardona, que acollí la visita del rei Felip II, anà a parar a mans de la família Fernández de Córdoba, ducs de Sessa, que en residir a la cort de Madrid, l'abandonaren i arribà a finals del segle xviii en estat de ruïna total.
El 1772, Joan de Ponsich i d'Alòs, apoderat de Ventura Ossorio de Moscoso i Fernández de Córdoba, duc de Sessa, va demanar permís per a reedificar el palau. La construcció, que durà fins al 1778, va anar a càrrec dels mestres de cases Josep Ribes i Margarit i Josep Gaig i el constructor i fuster Pere Armet. L'any 1784, el duc de Sessa llogà la seva casa a Rentas del Tabaco, el monopoli fiscal tabaquer que tants ingressos reportà a l'Estat i la Corona.
L'any 1799, el casal fou adquirit per Joan de Larrard, cònsol de Dinamarca i banquer benestant. Amb el canvi de propietat, l'edifici patí importants modificacions: la supressió de l'escut heràldic dels Sessa que coronava el portal principal, l'enderroc parcial de la torre del terrat i la substitució dels arcs i cobertes de l'escala principal. A més, l'inventari realitzat amb motiu del lloguer de l'edifici a Rentas de Tabaco revela que gran part dels elements decoratius originals (pintures, tapissos, llums, mobiliari, etc.) foren retirats pel mateix propietari. Per aquesta raó, en el decurs de la primera meitat del segle xix es procedí a una nova decoració pictòrica de murs i sostres a càrrec de Nicolau Planella i Joan Parés, cobrint i/o fent desaparèixer les pintures originals, d'artistes com Francesc i Manuel Tramulles i Josep Amadeu (descobertes per cales efectuades en murs i sostres i encara pendents d'estudi). Aquestes decoracions vuitcentistes, realitzades sobre tela i cartró, es troben principalment en tres grans estances de la planta noble alineades al carrer Ample.
L'any 1893, la família Larrard va llogar el palau a l'Escola Pia Calassanç, que a mitjans del segle xx hi va efectuar nombroses reformes que contribuïren a transformar, encara més, la imatge i el funcionament originals de l'edifici, que resta desocupat des dels primers anys del segle xxi, quan l'escola l'abandonà.

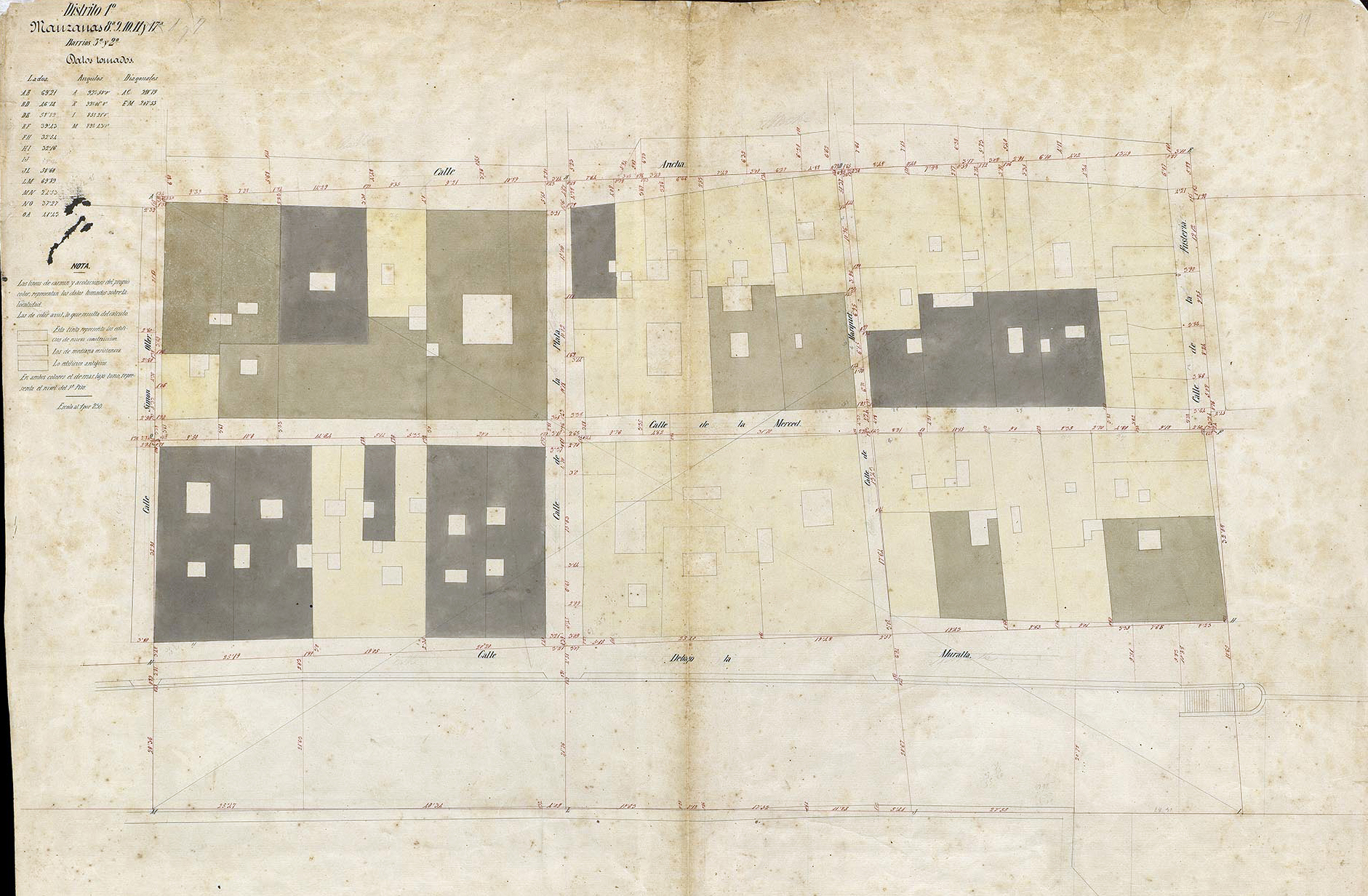
Quarterós núm. 6 de Garriga i Roca (c. 1860)

## Descripció
Comprèn part de soterrani, planta baixa, entresòl, dos pisos i terrat, per bé que una part del pis principal disposa d'una planta intermèdia producte de reformes modernes. Al terrat hi ha una torratxa amb mirador que supera les tres plantes d'alçada. L'accés principal dona pas a una àmplia zona de vestíbul i a un pati central quadrangular d'àmplies dimensions en el qual sorgeix l'escala noble d'accés a la planta principal o primera.
Les tres façanes de la casa estructuren les seves obertures en eixos verticals de ritme regular: portals a planta baixa, balcons ampitats a l'entresòl i balcons en voladís a primera i segona planta. Els murs de la façana principal estan revestits amb un aplacat de pedra de Montjuïc simulant un aparell regular que, entre els eixos d'obertures, es presenta encoixinat, formant pilastres. Pel que fa a les façanes del carrer de la Plata i de la Mercè, l'aplacat de pedra només arriba al nivell de l'entresòl, mentre els nivells superiors oculten els murs de maó rere un arrebossat de morter. Els emmarcaments i les llosanes dels balcons són fets de pedra, mentre que les baranes, profusament decorades, són de ferro forjat i fos. Llindes, muntants i ampits de portes i finestres sobresurten de la línia de façana per mitjà d'una motllura simple, excepte en el balcó central sobre el carrer Ample, profusament decorat amb elements florals. El portal principal fou obra de Joan Soler i Faneca i substitueix un projecte anterior encarregat a Josep Gaig. Està emmarcat per dues columnes estriades i pilastres d'ordre compost sobre les quals reposa un entaulament decorat amb relleus vegetals que suporta la llosana del balcó. Corona l'edifici una cornisa que conté ulls de bou el·líptics i mascarons de desguàs. Aquests elements formaven part d'una coberta de vessants primigènia i, en ser aquesta substituïda per un terrat de solera després de la Guerra Civil, perderen la seva funció de ventilació i desguàs.
A l'interior destaca la fusteria que conforma el portal principal, els balcons i llurs porticons. Decorats amb florons i motllures corbes d'estil rocalla, aquesta fusteria podria datar del mateix segle xviii.
El pati central, al voltant del qual es vertebren les estances de la casa, presenta els murs revestits de pedra, i tant el vestíbul d'accés com l'escala principal es cobreixen amb voltes de mocador fetes de maó de pla. Els pilars que sostenen els arcs carpanells que obren cada tram són de pedra i presenten un ordre proper al dòric. En els murs s'hi practicaren obertures el·líptiques que proporcionen llum i ventilació a les estances de la planta baixa i l'entresòl. Destaca la barana de ferro forjat i fos que recorre l'escala principal amb una profusa ornamentació a base de volutes. Culminant el tram final de l'escala hi ha el portal d'accés a la planta noble, flanquejat per pilastres estriades d'ordre compost i coronat per un entaulament amb decoracions vegetals que sosté l'escut dels Larrard. En aquesta època, es procedí a la construcció d'una nova escala vers el segon pis i un celobert a la zona sud-est per a il·luminar i ventilar les cuines. Mentre la majoria de forjats (de biga de fusta i revoltó) es mantenen d'origen, els terres, de mosaic hidràulic, daten de la segona meitat del segle xix, així com els falsos sostres i envans que subdivideixen els antics salons de les plantes principal i segona, desvirtuant-ne l'estructura original.